# MGM-18 Lacrosse
MGM-18 Lacrosse — оперативно-тактична ракета.
Створена в Сполучених Штатах Америки. Перебувала на озброєнні армії США в 1959-1964 роках.
Пробні пуски відбулися в 1954 році.

## Тактико-технічні характеристики
- Стартова вага: 1040 кг
- Довжина: 5,85 м
- Діаметр: 0,52 м Р
- Розмах крил: 2,74 м
- Розмах хвостового оперення: 1,43 м
- Двигун: одноступінчатий твердопаливний Thiokol XM10 / XM10E1
- Дальність: 8-30 км
- Бойова частина: 
  - T-34 фугасна, 245 кг
  - W-40 ядерна, 1,7 і 10 кт
- Швидкість польоту: 0,8 М
- Система управління: радіокомандна